# William Arnold Bromfield
William Arnold Bromfield ( * 1801 - 1851 ) fue un botánico británico de la isla de Wight.

## Algunas publicaciones
- ----. 1846. The Katydid: a legend. 4 pp.
- ----. 1848. Notes and occasional observations on some of the rarer British plants growing wild in Hampshire. Ed. van Voorst

### Libros
- ----. 1840. A list of plants likely to be found growing wild in the Isle of Wight. 24 pp.
- ----. 1850. A botanico-topographical map of the isle of Wight ; engraved by B. R. Davies
- ----. 1856†. Letters from Egypt and Syria. 280 pp. ISBN 1-150-56618-3
- ----, william jackson Hooker, thomas bell Salter. 1856†. Flora vectensis: being a systematic description of the phænogamous or flowering plants and ferns indigenous to the Isle of Wright. Ed. William Pamplin. 678 pp. ISBN 0-559-51611-8

## Honores
Fue miembro de la Sociedad linneana de Londres
- La abreviatura «Bromf.» se emplea para indicar a William Arnold Bromfield como autoridad en la descripción y clasificación científica de los vegetales.[1]

- «William Arnold Bromfield». Índice Internacional de Nombres de las Plantas (IPNI). Real Jardín Botánico de Kew, Herbario de la Universidad de Harvard y Herbario nacional Australiano (eds.).
- Wikispecies tiene un artículo sobre William Arnold Bromfield.

- Datos: Q8004557
- Multimedia: William Arnold Bromfield / Q8004557
- Especies: William Arnold Bromfield

1. ↑  Todos los géneros y especies descritos por este autor en IPNI.